# جيم مانينغ (لاعب كرة قاعدة)
جيم مانينغ (بالإنجليزية: Jim Manning)‏ هو لاعب كرة قاعدة أمريكي، ولد في 21 يوليو 1943 في لانسي في الولايات المتحدة.